# Замък Фалкенщайн (Харц)
Замъкът Фалкенщайн (на немски: Burg Falkenstein) е замък в планините Харц в Германия, построен през Развитото Средновековие. Намира се в град Фалкенщайн между Ашерслебен и Харцгероде.

## Място
Замъкът се намира високо над долината на река Зелке в окръг Харц в провинция Саксония-Анхалт.

## История
Фалкенщайн е построен между 1120 и 1180 г. и след това често е променян, но все още носи характера на средновековен замък. Той има командно положение и никога не е превземан.
Според легендата, замъкът Фалкенщайн е построен след убийство. Около 1080 г. Егено II фон Конрадсбург убива граф Адалберт фон Баленщет
в бой, а жилището на Адалберт превръща манастир. Синът на Егено, Бурхард фон Конрадсбург превръща манастира в замък и го нарича Фалкенщайн.
През 1120 г., по време на управлението на княз Хайнрих I от Анхалт, министериалът на Анхалт Айке фон Репгов от Репихау написва тук „Саксонско огледало“ (Sachsenspiegel), първата немска правна книга. Книгата е посветена на неговия комисар Хойер фон Фалкенщайн.

## Настояща употреба
Днес замъкът е музей и е една от най-известните туристически дестинации в планините Харц. Част е от Романския път. Предлага соколарство и има ресторант, който предлага, традиционна средновековна храна (Ritteressen).
Замъкът Фалкенщайн е една от няколкото снимачни площадки на детския сериал от ГДР Spuk unterm Riesenrad, приказния филм на ДЕФА „Белоснежка и Червенорозка“ (Schneeweißchen and Rosenrot) и на сериала от ГДР „Полицейски телефон 110“ (Polizeiruf 110).

## Галерия
- Замъкът Фалкенщайн
- Донжонът
- Старата кухня